# オットー・シュタインホイスル

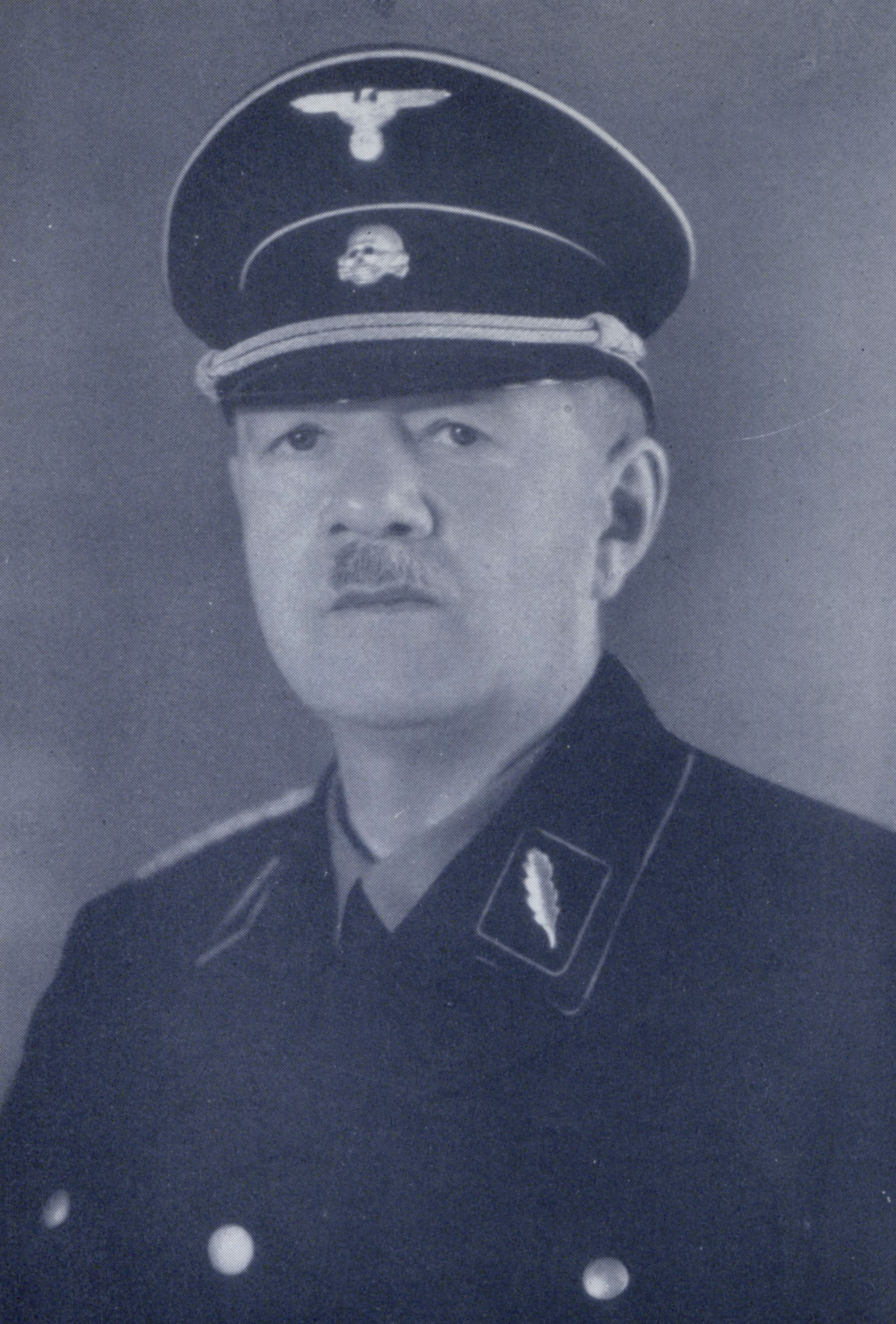
オットー・シュタインホイスル。

オットー・シュタインホイスル（Otto Steinhäusl、1879年3月10日 – 1940年6月20日）は、オーストリアとドイツの警察官僚。ウィーンの警察長官。ナチス党の親衛隊（SS）隊員でもあり、親衛隊での最終階級は親衛隊上級大佐（SS-Oberführer）。国際刑事警察委員会（インターポール）総裁。

## 略歴
オーストリア・ハンガリー帝国出身。
1930代初め頃にウィーンの警察長官となる。当時、オーストリアの地下組織であったオーストリア・ナチ党の親衛隊（SS）に入隊していたといわれる。またナチス左派のオットー・シュトラッサーによるとドイツ・プロイセン州の秘密警察ゲシュタポの秘密代理であったといい、1933年7月にはオットー・シュトラッサーを誘拐して刑務所に入れるかドイツへ送るかを画策したが、失敗したという。
ナチス党員によるエンゲルベルト・ドルフース暗殺の余波でシュタインホイスルはある団体を作り、そのことで投獄された。
1938年3月のアンシュルス（オーストリア併合）後、親衛隊全国指導者ハインリヒ・ヒムラーは、オーストリアにあった国際刑事警察委員会（インターポール）の総裁ミヒャエル・スクブル（de:Michael Skubl）博士を追放処分にした。さらにシュタインホイスルを出獄させ、彼をウィーン警察長官に戻すとともに、親衛隊（SS）に入隊させて親衛隊大佐（SS-Standartenführer）の階級を与えた。4月にはシュタインホイスルがインターポール総裁に就任した。同年、インターポールの会合で以降の会合はベルリンで行うことを取り決めた。
しかしこの頃から、シュタインホイスルは結核を患い苦しむようになった。1940年6月20日に死去している。61歳だった。インターポール総裁の座は国家保安本部長官ラインハルト・ハイドリヒが継承することとなり、インターポールの本部もベルリンへと移された。